# خلايا الطعم
الخلايا الطعم (بالإنجليزية: Decoy cells)‏ هي فيروس خلايا ظهارية فيروسية يمكن العثور عليها في البول. ويعود اسم الخلايا الطعم إلى التشابه الشديد مع خلايا السرطان وربما يحدث لهذا السبب الخلط بين تشخيص العدوى الفيروسية أو خباثة الظهارة البولية.

## علم الأوبئة والعرض التقديمي
خلايا الطعم تكون أكثر انتشارًا في الأفراد منقوصي المناعة، مثل الخاضعين لعمليات زرع الأعضاء الذين يتم علاجهم بأدوية مثبطة للمناعة حتى لا يرفض جهازهم المناعي العضو الجديد الذي تتم زراعته. وهناك عدة فيروسات نشأت بظهور خلايا الطعم، من بينها الفيروس المضخم للخلايا والفيروسات التورامية. خلايا الطعم هي خلايا ظهارة بولية مصابة بفيروسات ذات شكل مورفولوجي مميز يتميز بتضخم النوى ومشتملات داخل النواة. في الأشخاص الخاضعين لعمليات زراعة الكلى، قد يتم العثور على هذه الخلايا بما يصل إلى 40 في المائة من الحالات. وخلايا الطعم وثيقة الصلة بالحالة السريرية نظرًا لأنها قد تُستخدم كعلامة إنذارية لحالات سريرية مثل اعتلال الكلية الناتج عن الفيروسة التورامية لدى الأشخاص الخاضعين لزراعة الكلى والتهاب المثانة النزفي لدى الأشخاص الخاضعين لزراعة الخلايا الجذعية المنتجة للدم.

## التشخيص
ويمكن رؤية خلايا الطعم في عينة البول من خلال تلوين بابانيكولاو أو مجهر طوري. من خلال تلوين بابانيكولاو، تحتوي معظم خلايا الطعم على نوى متضخمة تحمل مشتمل مستقعد يكون محاطًا بالكروماتين يعطي مظهر الزجاج غير الشفاف أو المظهر الهلامي. وفي بعض الأحيان ينطي الإدراج النووي على جانب حويصلي، وقد يتراص الكروماتين وقد يُحاط بهالة. عندما تنبع خلايا الطعم من الظهارة البولية، فإن النوى المتضخمة بشدة والمتغيرة وكذلك الشكل غير المنتظم لجسم الخلايا يمكن أن تحاكي التغيرات التي تُلاحظ في الخلايا الورمية.
من خلال المجهر الطوري، تظهر خلايا الطعم نفس العيوب المحددة لعينات التلوين، ألا وهي تضخم النوى مع مظهر شبيه بالزجاج غير الشفاف أو المظهر الحويصلي وتغير الكروماتين وتضخم النوية ووجود الهالة وفي بعض الأحيان أيضًا فجوات هيولية. وفي ظل تجربتنا، فإن هذه السمات تجعل خلايا الطعم مختلفة عن الخلايا الأنبوبية والخلايا الانتقالية التي توجد في جميع الحالات الأخرى. والاستثناء الوحيد يتجلى عن طريق الخلايا المصابة بالفيروس المضخم للخلايا التي تظهر في كثير من الأحيان على شكل «عين الطائر».
وعلى هذا النحو، قد تشبه خلايا الطعم إلى حد كبير الخلايا السرطانية الخبيثة، التي يُشتق اسمها منها أيضًا. وهذا لأنه قد يتم الخلط بينها خطأ وبين الخلايا السرطانية أو على العكس من ذلك حيث قد يتم الخلط خطأ بين الخلايا السرطانية وخلايا الطعم.

## العلامات والأعراض
لا تسبب خلايا الطعم نفسها أي مرض، وقد يتم العثور عليها في بول الأفراد الأصحاء. وعند الأفراد ذوي العوز المناعي، مثل الأشخاص الخاضعين لعمليات زراعة أعضاء أو الأفراد المصابين بعدوى فيروس الإيدز الحاد، فإن الفيروسات بشكل عام في كثير من الأحيان تنشط بسبب فقدان المراقبة المناعية. ولهذا، تُشاهد خلايا الطعم بشكل أكثر تكرارًا لدى هؤلاء الأفراد.
والفيروسات التي تحدث ظهور خلايا الطعم قد تسبب الأمراض، ولكن عند الأفراد منقوصي المناعة بشكل أساسي. الفيروس المضخم للخلايا قد يكون السبب في الإصابة بالتهاب الشبكية أو أعراض الجهاز التنفسي أو التهاب الأمعاء. قد تسبب الفيروسات التورامية اعتلال بيضاء الدماغ العديد البؤر المترقي (polyomavirus JC) واعتلال الكلية المرتبط بالفيروسة التورامية وضيق الحالب والتهاب المثانة النزفي (polyomavirus BK). والحالة الأخيرة تحدث بشكل رئيسي لدى الخلايا الجذعية المكونة للدم لدى الأشخاص الخاضعين لزراعة الأعضاء.
وسعت العديد من المنشورات لاستخدام خلايا الطعم كعلامة تنبؤية للأمراض المرتبطة بالفيروسة التورامية مثل اعتلال الكلية المرتبط بالفيروسة التورامية (BKVAN)، وهي حالة تحدث فقط لدى الأفراد منقوصي المناعة لا سيما الأفراد الخاضعين لعمليات زراعة الكلية. واعتلال الكلية المرتبط بالفيروسة التورامية هي حالة يتسبب فيها التكرار الصريح للفيروسة التورامية BK في حدوث التهاب بين الأنسجة الخلوية في الكلية.

## التكهن بالمردود العلاجي للمرض
سوف تؤدي إصابة الأطفال بالفيروسات التورامية إلى عدوى كلوية كامنة وظهائر الجهاز البولي. ويرتبط التنسخ في الظهارة البولية الكلوية بتغيرات الاعتلال الخلوي الفيروسي مثل المشتملات النووية وخلايا الطعم. وخلال الفترة من 2005 إلى 2009، تم إجراء تحليل البول الخلوي لدى 154 عينة (94 ذكرًا و 60 أنثى) من مرضى خضعوا لزراعة الكلى (n = 19)، وزراعة الكلى والبنكرياس في وقت واحد (SPKT) (n = 9) وزراعة الكلى والكبد في وقت واحد (n = 2). وتم تحليل عينات البول شهريًا عقب عملية الزرع وفقًا للبروتوكول. وتم تقييم الفترة من عملية الزرع إلى أول ظهور لخلايا الطعم في البول وفترة استمرار خلايا الطعم في البول.
وتم تحديد وجود خلايا الطعم (<10 and> 10 خلايا طعم) وخلايا الدم الحمراء (<20 E, 20-100 E and> 100 E) لكل لطخة سيتوسبين بشكل شبه كمي، جنبًا إلى جنب مع تحليل الخلايا الالتهابية (الخلايا المحببة العدلية) والفطريات. بالنسبة للمرضى الذين يتم العثور على خلايا الطعم لديهم، تم حساب حساسيتهم والقيمة التنبؤية السلبية والإيجابية لفيروس اعتلال الكلى BK. وتم تقدير ارتباط معلمات الدراسة عن طريق استخدام اختبار كروسكال-واليس (Kruskal-Wallis) (STATISTICA 7.1, StatSoft Inc., Tulsa, USA).
وتم العثور على خلايا الطعم لدى 30 مريضًا (20 ذكرًا و10 إناث) ومتوسط العمر هو 40 (من 16 إلى 69) عامًا بمتوسط يومي 115 (من 5 إلى 747 يومًا) بعد عملية الزرع، في حين أنه تم تسجيل وجودها لمدة يبلغ متوسطها 141 (المدى من 77 إلى 771) يومًا. وأسفر التلوين الكيميائي الهيستولوجي المناعي لعينة خزعة الكلى الخاصة بالفيروسة التورامية (SV40 large T-antigen) عن رد فعل إيجابي 2/30 (7%) من المرضى. وكانت بيلة الكريات الحمر موجودة في 29/30 من المرضى ممن لديهم خلايا الطعم. وتراوح عدد خلايا الطعم لكل لطخة سيتوسبين بأقل من 10 في 25/30 من المرضى، في حين تم تسجيل أكثر من 10 خلايا طعم لكل لطخة سيتوسبين في 5/30 من المرضى. وأنتجت الكيمياء الهيستولوجية المناعية نتيجة إيجابية لفيروس BK لدى مريض واحد خضع لزراعة الكلى والبنكرياس في وقت واحد وزراعة الكلى والكبد في وقت واحد، وهو ما كان يُعتبر أكثر شيوعًا إحصائيًا مقارنة بالمرضى الذين خضعوا لزراعة الكلى وحدها (p = 0.0244). وكانت النتيجة الإيجابية للكيمياء الهيستولوجية المناعية الخاصة بفيروس BK أكبر في الحالات التي لديها أكثر من 10 خلايا طعم تم اكتشافها في لطخة سيتوسبين (p = 0.013). في حالة اعتلال الكلية بفيروس BK، أظهر وجود خلايا طعم بولية حساسية بنسبة 100% ونوعية بنسبة 84% وقيمة تنبؤية سلبية بنسبة 100% وقيمة تنبؤية إيجابية بنسبة 6%. ويظل اعتلال الكلية بفيروس BK من أهم مضاعفات ما بعد عملية الزرع.

## العلاج
خلايا الطعم وحدها ليست بحاجة إلى العلاج نظرًا لأنها لا تشير إلى علم الأمراض. ومع ذلك، في حالة التنسخ الفيروسي في ظل العوز المناعي، يجب علاج الفيروسات التي تسبب ظهور خلايا الطعم. بالنسبة للفيروسة التورامية BK، أثبتت استعادة الوظيفة المناعية وإعادة البناء اللاحق للخلايا ذات النشاط المضاد للفيروسات مثل الخلايا الفاتكة الطبيعية وخلايا T السامة فاعليتها. ويمكن تحقيق استعادة الجهاز المناعي عبر طرق مختلفة وفقًا لمجموعات المرضى المختلفة. على سبيل المثال، بالنسبة لمرضى فَيروس العَوَزِ المَناعِي البَشَرِي الحاد، الذين كانوا يُسمون مرضى فيروس الإيدز سابقًا، يمكن استعادة الوظيفة المناعية عن طريق العلاج باستخدام العلاج المضاد للفيروسات القهقرية النشط. في المرضى الذين يخضعون لزراعة الكلى والذين يتم علاجهم بأدوية مثبطة للمناعة، يمكن علاج الوظيفة المناعية عن طريق الحد من النظام الكابت للمناعة. والأدوية الأخرى التي تم اقتراحها لاستهداف الفيروسة التورامية BK مثل cidofovir, fluorochinolones, leflunomide, و statins بعيدة كل البعد عن تأكيدها والنتائج المنشورة حول فاعليتها متضاربة. كذلك، بعض هذه الأدوية قد يسبب آثارًا جانبية حادة وطويلة الأمد.